# أكباد المهاجرة (مسلسل)
أكباد المهاجرة مسلسل تلفزيوني أردني أُنتج عام  2023، من تأليف سليمان أبو شارب، وإخراج ليث حجاوي.

## قصة المسلسل وأحداثه
أكباد المهاجرة مسلسل درامي رومانسي تشويقي، عدد حلقاته (30) حلقة، وتدور قصة العمل في أحداث درامية بين الفلاحين والبدو في الأردن.

## طاقم العمل
يتألف طاقم عمل المسلسل الأردني "أكباد المهاجرة" من:
- صفاء سلطان
- عبير عيسى
- محمد العبادي
- جولييت عواد
- جميل براهمة
- ناريمان عبد الكريم
- محمد الضمور
- سهير فهد
- شاكر جابر
- رانيا فهد
- منيا قديس
- عمر الضمور
- هيا عبد الغني
- عمر حلمي
- نجم الزواهرة
- نور العزام
- عبد الكريم الجراح
- كرم الزواهرة
- محمد الجيزاوي
- ربيع زيتون
- رفعت النجار
- عبد الله المجالي
- تالا الحلو
- قيس البنا
- ديمة سحويل
- خالد زمامبري
- وليد الجيزاوي
- دانا خوري
- فضل العوضي
- شهاب الحجاج